# Герб Ненецкого автономного округа
Герб Ненецкого автономного округа (нен. Герб Ненэцие” автономной ӈокрукы) является символом Ненецкого автономного округа.
Принят 4 октября 2007 года. Автором герба является Роман Хурда. Эскиз доработан в Государственном геральдическом Совете России.

## Описание  и обоснование символики
Геральдическое описание (блазон) гласит:
В зубчато-пересечённом серебряном и зелёном поле — лазурный шар, обременённый серебряным пламенем; вверху к шару примыкает зелёная фигура, образованная тремя соединёнными свободными стропилами, увенчанными вверху малым опрокинутым свободным стропилом; внизу — серебряная фигура, образованная тремя опрокинутыми свободными стропилами. Щит увенчан золотой «земельной» короной и окружен лентами: справа — Ордена Дружбы народов, слева — Ордена Трудового Красного знамени.
Герб Ненецкого автономного округа символизирует государственно-правовой статус субъекта Российской Федерации и отражает самобытность и традиции Ненецкого автономного округа.
Использование в гербе трёх цветов — серебряного, зелёного и лазурного символизирует гармонию трех стихий: неба (серебро), земли (зелёный), воды (лазурный).
Серебро символизирует благородство, откровенность, правдивость. В национальной символике серебро также обозначает Север, чистоту, искренность и снег.
Зелёный цвет обозначает летнюю тундру, этот цвет является символом надежды, изобилия и свободы.
Лазурный (синий, голубой) цвет символизирует реку Печору, которая по старинным поверьям народов, проживающих по её берегам, соединяет мир живых и их предков, прошлое и будущее.
Орнамент выполнен в виде ненецкого узора, отображающего характерные особенности традиционного образа жизни местного населения (в верхней части композиции — надвершие чума, в нижней части композиции — оленьи рога).
В центре герба помещено изображение пламени, которое для Заполярья имеет особое жизнеутверждающее значение. Огонь является символом энергии, света, уюта и тепла, которые наиболее ценятся на Севере. Серебряное пламя в синем круге символизирует огонь и природные богатства округа — нефть и газ.
Золотая земельная корона обозначает государственный статус Ненецкого автономного округа как субъекта Российской Федерации. Орденские ленты, украшающие гербовый щит, показывают заслуги округа, отмеченные Орденом Трудового Красного Знамени (1971) и Орденом Дружбы народов (1972).

## История
Собрание Депутатов Ненецкого автономного округа постановлением от 27 января 2000 года №2 утвердило эскизы и описание герба и флага Ненецкого автономного округа и приняло закон «О гербе и флаге Ненецкого автономного округа».
В конце 2002 года рабочая группа администрации Ненецкого автономного округа завершила работу по изучению общественного мнения жителей округа по предложенным на рассмотрение вариантам герба и флага округа.
Описание проекта герба, выбранного рабочей группой: «В зелёном поле голова оленя и золотая восьмиконечная звезда. Щит увенчан короной, зубья которой выполнены в виде пламени. Голова оленя представляет собой природные особенности и богатства округа, узда — знак власти и вместе с тем заботы, хозяйской любви человека по отношению к родной природе. Восьмиконечная звезда — символ высокой цели, солнца, жизненной энергии, полярной звезды, Севера, полярная звезда является также знаком постоянства и обозначает энергию, «заключённую» в нефти и газе. Корона представляет собой венец с «огненными» зубцами (символ газо- и нефтедобычи). Цвет серебра обозначает чистоту, благородство, чистоту в экологическом плане. Золото обозначает изобилие. Чёрный цвет и лазурь — мудрость и мир, нефть и газ, разработку недр и экологию, полярные ночь и день, древность и мирное, благополучное настоящее. Зелёный цвет — молодость, надежду, жизненную энергию».